# Armeria rouyana
Armeria rouyana är en triftväxtart som beskrevs av Jules Alexandre Daveau. Armeria rouyana ingår i släktet triftar, och familjen triftväxter.

## Underarter
Arten delas in i följande underarter:
- A. r. littorea
- A. r. littorea